# Ikaalinen
Ikaalinen este o comună din Finlanda.